# 海豐蟲屬
海丰虫属是一属寒武纪第三期生活在华南澄江生物群的节肢动物。该属是一个单型属，属下仅有冠尾海丰虫（学名：Haifengella corona）一个物种。

## 词源
海丰虫属的学名Haifengella，指其化石产地澄江生物群马房剖面北侧的海丰村（即马房村）；而模式种的种加词则改自拉丁语中的“corona（皇冠）”，指背视图中臀板的轮廓。

## 特征
头甲后侧有一对细长的刺，口板前骨片大；有六个胸节，胸棘长；臀板大，具两对长侧棘和尾刺，尾刺比胸棘更宽大。